# Kattendorf
Kattendorf település Németországban, Schleswig-Holstein tartományban. Lakosainak száma 816 fő (2023. december 31.).

## Népesség
A település népességének változása:
| Lakosok száma | 738  | 838  | 847  | 837  | 849  | 839  | 816  |
|               | 1975 | 2010 | 2017 | 2019 | 2021 | 2022 | 2023 |